# Sīāh Daleh
Sīāh Daleh (persiska: سیاه دله, Sīāh Dūleh) är en ort i Iran.   Den ligger i provinsen Gilan, i den nordvästra delen av landet, 280 km nordväst om huvudstaden Teheran. Sīāh Daleh ligger 43 meter över havet och antalet invånare är 520.
Terrängen runt Sīāh Daleh är kuperad västerut, men österut är den platt.Runt Sīāh Daleh är det ganska tätbefolkat, med 134 invånare per kvadratkilometer. Närmaste större samhälle är Māsāl, 7,5 km söder om Sīāh Daleh. Trakten runt Sīāh Daleh består till största delen av jordbruksmark.